# 243
| [ Edytuj tabelę ] |                       |
| Władca Korei      | - 227 Tongch’ŏn 248   |
| Papież            | - 236 Fabian 250      |
| Król Persji       | - 241 Szapur I 272    |
| Cesarz Rzymu      | - 238 Gordian III 244 |

Rok 243 / CCXLIII
stulecia: II wiek ~
III wiek ~
IV wiek

lata: 233 «
238 «
239 «
240 «
241 «
242 «
243
» 244
» 245
» 246
» 247
» 248
» 253

## Wydarzenia
- Filip Arab został prefektem pretorianów po śmierci Tymezyteusza.

## Zmarli
- Tymezyteusz, prefekt pretorianów.